# Шивачево
Шива̀чево е град в Централна България. Той се намира в община Твърдица, област Сливен и е в близост до град Твърдица. Името на селището до 1906 година е Терзобас, между 1906 и 1934 г. – Източно Шивачево, а между 1934 и 1976 г. Голямо Шивачево. По данни на ГРАО към 15 юни 2023 г. в града живеят 4034 души по настоящ адрес и 4439 души по постоянен адрес.

## География
Град Шивачево е разположен в подножието на Средна Стара планина, по-точно в Елено-Твърдишкия ѝ дял. Градът е на 30 км западно от Сливен и на 25 км северно от Нова Загора. Отстои на 12 км от центъра на общината град Твърдица. На 4,3 км от града отстои обособеният му квартал Гара Чумерна. На 3 км източно от града се намира Шивачевски пролом и Бяла река. От географска гледна точка е интересно да се спомене, че Шивачево лежи на един и същи паралел със столицата София.
Градът е разположен върху широк наносен конус, който е богат на подпочвени води. Планинският релеф наоколо предполага и сравнително висока надморска височина на града, а това са 320 м в самото подножие на планината и 265 м в южния край на града.
През дъждовните периоди водите в землището на Шивачево се събират в местната река Блягорница.

## История
Забележително е, че през Шивачево някога е минавал стар римски път. При разкопки са намерени амфори, питоси, шлем на римски воин. В района на града се намира и крепостта Калето. От 7 септември 1984 г. Шивачево е със статут на град.

## Религии
Населението на града изповядва християнската религия. Местният църковен храм се нарича „Свети Димитър“ и е построен в средата на 18 век. Известният поп Харитон е служил там няколко години преди Априлското въстание.

## Икономика
В последните години основното занимание на хората в региона е земеделието. Там се отглеждат предимно трайни насаждения, череши, праскови и винени сортове лозя (каберне и мерло).

## Образование
- СУ „Г. А. Каравелов“
- НЧ „Просвета 1898“

## Забележителности
- Етнографски музей

## Личности
- Атанас Русев (р.1909) – генерал-лейтенант
- Бисер Бойчев (р. 1967) – поет и филмов сътрудник
- Михо Дуков (р.1955) – български борец, олимпийски медалист
- Никола Николов (1882 - ?), деец на ВМОРО, участник в Илинденско-Преображенското въстание в 1903 година с четата на Иван Варналиев[4]

## Редовни събития
- 26 октомври – Празникът на града (Димитровден)
- 14 февруари – Денят на лозаря